# Петрус Бекерс
Петрус Бекерс (нід. Petrus Beukers, 9 жовтня 1899 — 12 квітня 1981) — нідерландський яхтсмен.
Срібний призер Олімпійських Ігор 1920 року в класі Дінгі 12 футів.